# The Hand Print Mystery
The Hand Print Mystery è un cortometraggio muto del 1914 diretto da Robert G. Vignola e interpretato da Tom Moore e Alice Joyce.

## Produzione
Il film fu prodotto dalla Kalem Company.

## Distribuzione
Distribuito dalla General Film Compagny, il film uscì nelle sale cinematografiche USA il 4 febbraio 1914.